# Ізорацемізація

Ізорацемізація.

Ізорацемізація (рос. изорацемизация, англ. isoracemization) — тип стереохімічної поведінки в реакціях обміну протона (аліфатичне електрофільне заміщення) в апротонних розчинниках у присутності апротонних основ, коли рацемізація відбувається швидше за ізотопний обмін.